# Constantí IV, príncep d'Armènia
Constantí IV d'Armènia Menor o Gosdantin IV (vers 1297-17 de novembre de 1344), que apareix també com a Constantí II per ser el segon rei amb aquest nom ((Constantí I i Constantí II foren només prínceps) i Constantí III perquè o bé Constantí II o bé Constantí III d'Armènia Menor no eren reconeguts com a sobirans a part sencera, tenia de naixement el nom de Guiu de Lusignan) que va canviar pel de Constantí el 1343 en ser coronat rei del Regne Armeni de Cilícia. Era fill d'Isabel d'Armènia i d'Amalric II de Xipre.
El 28 de desembre de 1341 fou assassinat el rei d'Armènia Menor Lleó V per un grup de nakharark. No deixava successió i aquesta va venir determinada per les clàusules del seu testament segons les quals l'herència requeia en la descendència de la germana del seu pare, Isabel d'Armènia (morta el 1321, casada amb Amalric II de Xipre, del que va enviudar el 1310, però del que va tenir set fills dels que encara vivien tres mascles, el gran de nom Guiu de Lusignan al que corresponia la successió, el segon Joan, i el tercer Bohemon; els altres mascles, Hug i Enric havien mort el 1321; una filla Maria s'havia casat amb el rei Lleó IV d'Armènia Menor i l'altra Isabel s'havia casat amb el rei Oshin).
Esperant la seva arribada, el seu germà Joan de Lusignan, que va desembarcar immediatament a Cilícia, va assolir la regència.
Guiu va dubtar sobre si acceptar la corona armènia, ja que la seva mare i dos germans (Hug i Enric) havien mort vers el 1321 a mans del regent Oshin de Korikos, però finalment va acceptar i va anar a Armènia l'octubre de 1342.
Guiu portava amb ell una gran quantitat de cavallers llatins en teoria per defensar el regne, però en la pràctica aquest cavallers es van barrejar amb la qüestió religiosa. Guiu volia la fusió entre les esglésies armènia i romana i la noblesa armènia s'hi oposava. Els nakharark van anar eliminant els principals càrrecs llatins, i el 10 d'octubre de 1343 fou assassinat Joan de Lusignan, que Guiu havia nomenat camarlenc. Guiu fou assassinat un any després, el 17 de novembre de 1344.
Estava casat dues vegades. La primera el 1318 amb una princesa de la família dels Cantacuzè, amb la que va tenir una fila de nom Isabel (que fou la dona de Manel, dèspota de Morea mort el 1380); i la segona el 1332 amb Teodora Syrgiannaina (morta el 1349) amb la que no va tenir fills.
Els nakharark van nomenar rei a un parent llunyà, Constantí V, sovint numerat com Constantí IV, fill de Balduí i net de Constantí de Neghir (aquest darrer era germà del rei Hethum I)
| Precedit per: Lleó V amb regència de Joan de Lusignan (1342-1343) | Regne Armeni de Cilícia 1342-1344 | Succeït per: Constantí V (sovint numerat com Constantí IV) |